# Niteroiense Futebol Clube
O Niteroiense Futebol Clube é uma tradicional agremiação esportiva brasileira sediada na cidade de Niterói, no estado do Rio de Janeiro. Fundado originalmente em 11 de maio de 1913 como Nictheroyense Football Club, o clube teve papel importante no desenvolvimento do futebol fluminense nas primeiras décadas do século XX. Após encerrar suas atividades profissionais em 1980, o clube foi reativado em 2024, por meio da transferência da filiação do Clube Atlético Carioca, marcando o retorno de Niterói ao futebol profissional.

## História

### Nictheroyense Football Club (1913-1980)

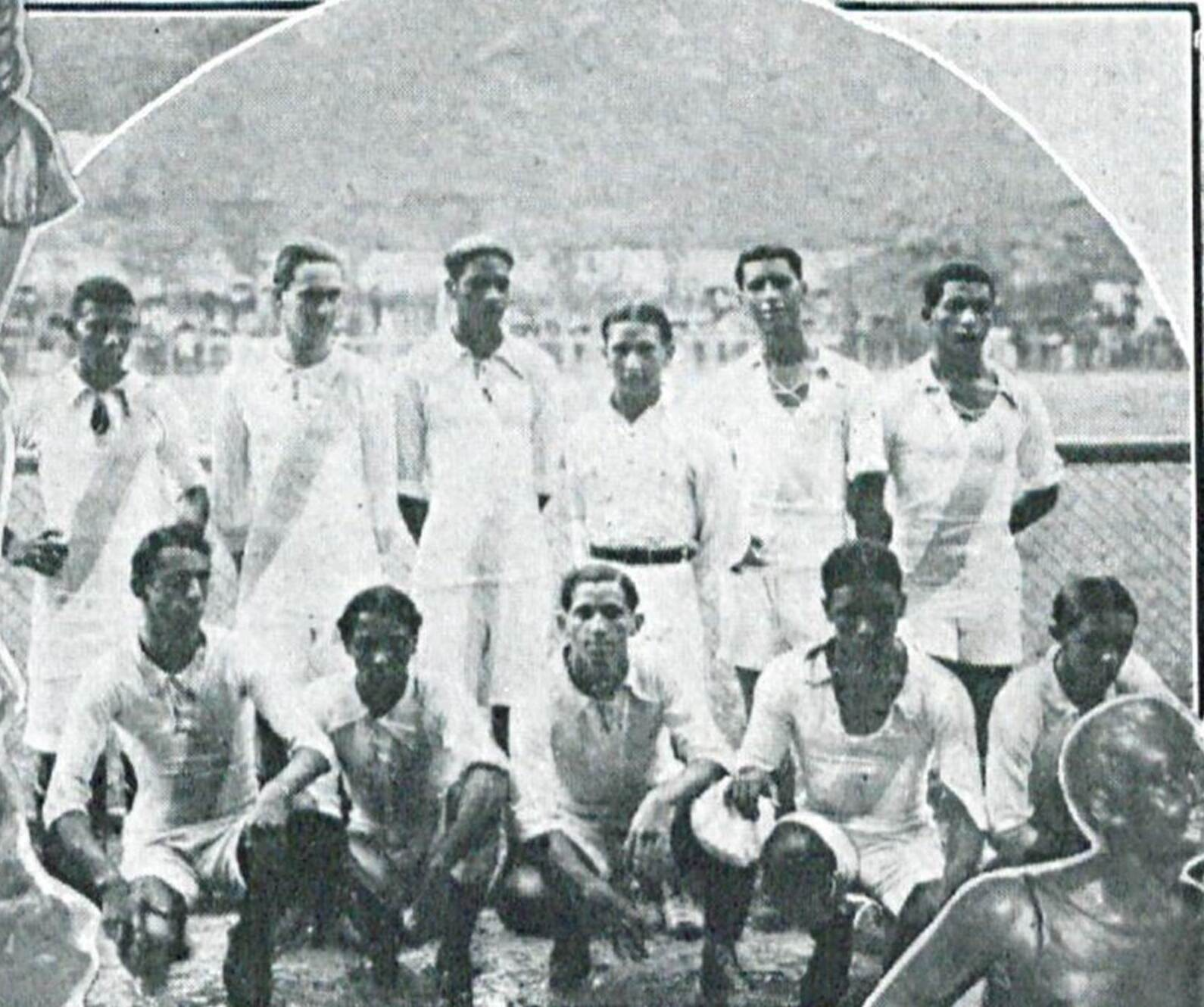
Jogadores do Nictheroyense em 1917

O Nictheroyense Football Club foi estabelecido em 1913, em um período de efervescência esportiva em Niterói, que viu o surgimento de diversos clubes de futebol. Seu campo próprio ficava na Rua Santa Clara, em Ponta d'Areia, bairro ligado à fábrica têxtil Santa Clara e São Joaquim (fundada em 1893) e ao clube operário local de atletismo. O clube foi um dos fundadores da Liga Sportiva Fluminense em 1915.
O clube foi campeão do Campeonato Fluminense organizado pela LSF em 1918, superando equipes como o Barreto, Cubango, Fluminense, Guarany, Odeon, Parnahyba e Ypiranga. Em 1937, sagrou-se campeão do Campeonato Niteroiense, título que foi dividido com o Fonseca após ambas as equipes terminarem empatadas na fase de pontos corridos e os quatro jogos de desempate subsequentes também terminarem empatados.
Entre as décadas de 1920 e 1950, o Nictheroyense formava o "Grupo dos Seis", composto também por Canto do Rio, Ypiranga, Fluminense, Byron e Barreto. Também era rival do Guarany, clube da mesma cidade e atualmente extinto.
Em 1943, o clube teve a grafia de seu nome alterada para Niteroiense Futebol Clube, acompanhada por modificações no escudo, em consonância com o Formulário Ortográfico de 1943, que mudou o nome da cidade de Nictheroy para Niterói.
Após décadas de relevância no futebol fluminense, o Niteroiense enfrentou dificuldades financeiras e estruturais que levaram à sua extinção em 1980. A ausência de investimentos e a falta de infraestrutura adequada contribuíram para o declínio do clube, resultando no fim de suas atividades profissionais.

### Clube Atlético Carioca (2012-2023)[a]
O Clube Atlético Carioca foi fundado por Maicon Vilela em 21 de dezembro de 2012. O clube tinha sede no Clube Mauá, em São Gonçalo, e se profissionalizou em 2018, estreando na Série B2 do Campeonato Carioca daquele ano, na qual terminou em 13° colocado.

#### Esquema de Manipulação de Resultados
Em 26 de janeiro de 2020, o Esporte Espetacular exibiu uma reportagem sobre um esquema de manipulação de resultados na Série B2 do Campeonato Carioca de 2019. Segundo a reportagem, estavam envolvidos os presidentes do Atlético Carioca, Maicon Vilela, e do São José, Adílson Faria. Ambos os presidentes foram suspensos pela FERJ na ocasião. Após o esquema, o clube alterou de nome para Porto da Pedra Futebol Clube através de uma parceria com a escola de samba Unidos do Porto da Pedra. A escola de samba surgiu de um time de futebol homônimo, que conquistou o Campeonato Citadino de São Gonçalo de 1973. A mudança não chegou a ser oficializada pela FERJ, e o clube alterou novamente seu nome para Sporting Club Metropolitano, porém rapidamente retornando ao nome Atlético Carioca, pelo qual disputou as competições em 2023.

### Retorno do Niteroiense Futebol Clube

Jogadores do Niteroiense levantando a Taça Waldir Amaral

Em 2024, o Atlético Carioca transferiu sua filiação na FERJ, permitindo que o Niteroiense retomasse suas atividades no futebol profissional. O Atlético Carioca continuou atuando nas categorias de base até 2025.
A equipe disputou a Série C do Campeonato Carioca de 2024 e conquistou a Taça Waldir Amaral, com uma campanha de oito vitórias e uma derrota, marcando 24 gols e sofrendo apenas três. Na semi-final, o time garantiu o acesso para a Série B2, vencendo do Campos Atlético Associação no jogo de ida, em Cardoso Moreira, por 2 a 0, e empatando o jogo da volta, em São Cristóvão, por 1 a 1. O clube chegou a final da Série C, diante do Uni Souza, decidindo a competição em seu mando de campo. No primeiro jogo, em Moça Bonita, as equipes empataram por 1 a 1. O clube saiu atrás do placar, mas no começo da segunda etapa, Jhow Jhow, artilheiro do campeonato, marcou e empatou a partida. No jogo de volta, no Estádio Ronaldo Nazário, a equipe saiu na frente com gol de pênalti anotado por Digregor, mas o Uni Souza empatou com gol de Mamed, resultando no mesmo placar do jogo da ida, 2 a 2 no agregado. Na decisão de pênaltis, o goleiro Marcílio defendeu uma cobrança do Uni Souza, enquanto o Niteroiense acertou todas as cobranças, conquistando assim o campeonato.
No mesmo ano, disputou a Série B2 do Campeonato Carioca, obtendo a 3ª colocação na Taça Maracanã, garantindo a classificação para a semifinal e subindo de divisão para a Série B1 de 2025. Na semifinal, o clube chegou a vencer de virada o Bonsucesso por 4 a 3 no segundo jogo,  mas foi eliminado por perder o primeiro jogo por 2 a 0, encerrando a temporada de 2024 com dois acessos e dois títulos.
Em junho de 2025, o clube participou da Copa Rio, competição na qual finalmente pôde disputar uma partida em Niterói, ao estrear no CEFAT com um empate por 0 a 0 diante do America. No jogo de volta, realizado no Estádio Giulite Coutinho, foi derrotado por 2 a 0 e acabou eliminado ainda na fase inicial do torneio.

#### Crise interna
Em junho de 2025, o Niteroiense passou a enfrentar uma crise institucional envolvendo disputas internas de poder, denúncias públicas e questionamentos sobre a legalidade da gestão. O conflito ganhou visibilidade após Maicon Vilela, que dirigiu o Atlético Carioca até ser banido pela FERJ em 2020 por esquema de manipulação de resultados, realizar uma transmissão ao vivo por uma conta antiga do clube, na qual alegou ter descoberto irregularidades internas e afirmou que já havia recebido proposta de R$ 40.000 para manipular o resultado de uma partida. Na mesma live ele sugeriu a venda de “20% do Niteroiense”. Poucos dias depois, Maicon divulgou um edital de convocação eleitoral utilizando o CNPJ antigo da agremiação, com pauta para eleição de nova diretoria e possível transformação do clube em Sociedade Anônima do Futebol (SAF). Em seguida, anunciou a mudança do nome do clube para Clube Atlético Carioca a partir de 2026, sob justificativa de reposicionamento de marca e captação de incentivos fiscais.
A diretoria atual, presidida por André Luiz Silva, rebateu publicamente as declarações e afirmou, em nota oficial de 9 de julho, que Maicon Vilela jamais assumiu legalmente a presidência em 2022 por estar banido do futebol pela FERJ desde 2020. André declarou que a gestão atual responde oficialmente pela instituição junto à FERJ, CBF, Receita Federal e demais órgãos, tendo inclusive quitado dívidas herdadas, regularizado pendências jurídicas e mantido parcerias com a prefeitura e a Secretaria Municipal de Esportes. De acordo com a nota, a atual diretoria também assumiu a responsabilidade pelas categorias Sub‑20 e profissional, sediadas em Niterói, e pelas categorias Sub‑13 a Sub‑17, com base no Aterro do Flamengo, após a base anterior ficar impedida de disputar competições oficiais. Foram citadas ainda ações judiciais movidas por ex-atletas, denúncias de cobrança indevida em peneiras (R$ 2.400 por atleta) e a existência de contas bancárias bloqueadas. Em resposta, Maicon Vilela publicou nota de repúdio, rebatendo as acusações e afirmando que sua gestão foi aprovada pelo Conselho Fiscal do clube, presidido por Gil de Almeida. Ele também alegou perseguição e tentativa de "golpe de estado" interno, além de declarar-se proprietário da marca Niteroiense.
Em 5 de agosto, uma nova publicação assinada por Maicon Vilela informou que as negociações para a venda da marca Niteroiense estavam em fase final. De acordo com o comunicado, a nova diretoria, formada pelo presidente André Luiz e sua equipe, estava concluindo o acordo de compra, prevendo a finalização da transação em até 15 dias. O grupo também se comprometeu a ressarcir Maicon pelo capital investido no clube nos últimos anos. Vilela permanecerá como coordenador das categorias de base até dezembro, quando se encerrará oficialmente sua participação na instituição. Na mesma nota, Maicon autorizou a transmissão de jogos no canal do YouTube "Niteroiense TV" e anunciou que os antigos membros da gestão seriam desligados após a conclusão do processo.

## Símbolos

### Escudos
Até 1932, o Niteroiense utilizava em seu escudo as cores preto e branco. Nesse ano, com a fusão com um clube do bairro de Ponta d'Areia, foram incorporadas as cores azul e rosa ao escudo da equipe.  Posteriormente, em 1943, junto com a alteração do nome do clube, o escudo foi completamente reformulado, abandonando as cores branca e rosa e adotando a cor vermelha como cor predominante.
Em 2024, com a retomada das atividades do clube, o Niteroiense adotou uma nova identidade visual, baseada nas cores azul e branca. O escudo e o uniforme passaram por uma atualização estética, adotando um design moderno, com predominância da cor azul em homenagem à cidade de Niterói. De acordo com Maicon Vilela, refundador do clube, a reformulação teve como objetivo revitalizar a imagem do clube e atrair um público mais jovem, em sintonia com as tendências contemporâneas do século XXI.
| Escudos do Niteroiense | Escudos do Niteroiense | Escudos do Niteroiense | Escudos do Niteroiense | Escudos do Niteroiense | Escudos do Niteroiense | Escudos do Niteroiense | Escudos do Niteroiense |
| 1913-1932              | 1932-1943              | 1943-1980              | 2024-Presente          |                        |                        |                        |                        |
| ---------------------- | ---------------------- | ---------------------- | ---------------------- | ---------------------- | ---------------------- | ---------------------- | ---------------------- |

### Uniformes

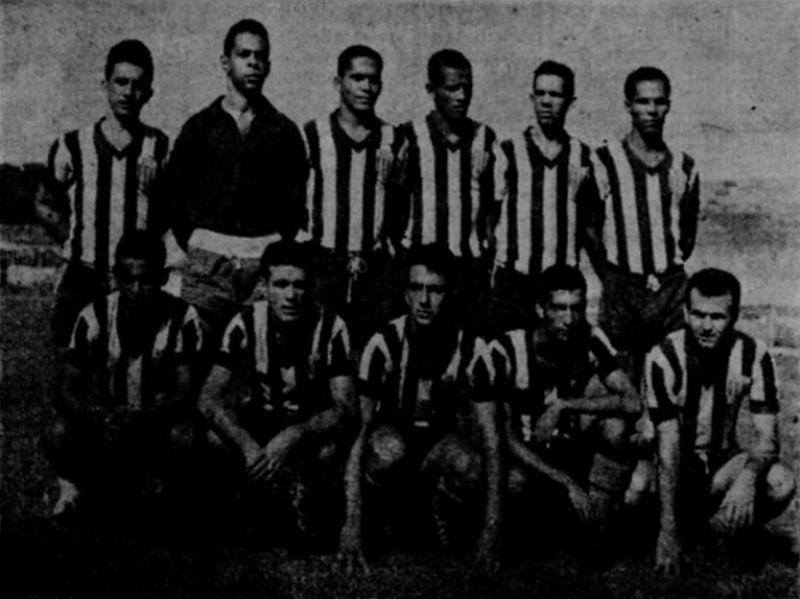
Jogadores do Niteroiense em 1962

Até 1917, o Niteroiense utilizava uniformes predominantemente brancos, com uma faixa diagonal azul. A partir de 1918, o clube passou a utilizar camisas listradas verticalmente em preto e branco, padrão que permaneceu em uso até 1980, com o fim das atividades profissionais.
Em 2024, com o retorno às atividades, os uniformes foram novamente atualizados, adotando as cores azul e branca, em consonância com a nova identidade visual do clube.

#### Evolução dos uniformes
|  | 1913 | Ver evolução | 2025 |

#### Uniformes atuais

##### Jogadores de linha
- 1° uniforme: camisa e calção azuis com listras brancas e meiões azuis;
- 2° uniforme: camisa e calção brancos com listras azuis e meiões brancas;
- 3° uniforme: camisa e meiões pretos e calção preto com listras cinzas.[c]

##### Goleiros
- 1° uniforme: camisa, calção e meiões amarelas.

### Mascote

Arariboia, mascote do clube

O mascote do clube é o indígena Arariboia, uma figura histórica e lendária intimamente ligada à identidade e à memória da cidade de Niterói.
Arariboia foi um importante chefe do povo temiminó, pertencente à etnia tupi, que habitava o litoral do atual território brasileiro durante o século XVI. Ficou conhecido por sua aliança estratégica com os portugueses, desempenhando um papel decisivo na disputa pela baía de Guanabara contra os tamoios e os franceses, culminando na expulsão destes últimos em 20 de janeiro de 1567. Como reconhecimento por sua atuação nesse conflito, além de receber o titúlo de Cavaleiro da Ordem de Cristo e um terreno no atual bairro de São Cristóvão, Arariboia recebeu da coroa portuguesa a posse de uma porção de terras situadas na entrada da baía. Nesse local foi estabelecida a aldeia de São Lourenço, considerada o embrião da cidade de Niterói, da qual Arariboia é amplamente reconhecido como fundador. Sua trajetória permanece como um dos marcos históricos mais relevantes da região e segue sendo reverenciada por meio de diversas representações culturais, incluindo o uso como símbolo oficial do clube.

## Estrutura

### Campo da Rua Santa Clara
O Campo da Rua Santa Clara ficava localizado no bairro da Ponta d'Areia, em Niterói, e pertencia ao Niteroiense. Considerado um dos melhores da cidade no início do século XX, era frequentemente descrito como um “espaçoso ground” e atraía grandes públicos para as partidas. Recebeu jogos da Liga Sportiva Fluminense, da qual o clube foi membro fundador e ativo participante na década de 1910. Além do próprio Niteroiense, abrigou partidas de grandes clubes cariocas, como Flamengo e Fluminense, incluindo um Fla-Flu com vitória rubro-negra por 5 a 3. O campo se situava em uma via de rica história urbanística, ligada à antiga Fábrica de Tecidos Santa Clara e São Joaquim, reforçando a conexão do clube com o contexto fabril e a comunidade local.

### Parque Poliesportivo da Concha Acústica
O Parque Poliesportivo da Concha Acústica, localizado no bairro de São Domingos, em Niterói, é o local onde o Niteroiense realiza seus treinamentos e manda as partidas da equipe sub-20. O clube tentou utilizar o estádio como mando de campo do time profissional, mas a FERJ negou a liberação por questões técnicas relacionadas à infraestrutura do local, incluindo segurança, acomodações, acessibilidade e demais exigências para competições oficializadas.

### Centro de Formação de Atletas do Trops
O Centro de Formação de Atletas do Trops (CEFAT), localizado no bairro de Várzea das Moças, em Niterói, foi escolhido como mando de campo oficial do Niteroiense para a temporada de 2025 devido à impossibilidade de utilização da Concha Acústica pelo time profissional. A escolha foi confirmada após o clube obter todos os laudos necessários em vistoria realizada no mesmo ano. A estreia no local ocorreu em 25 de junho, na partida contra o America, válida pela primeira rodada da Copa Rio de 2025, que terminou empatada em 0–0.

## Títulos
| ESTADUAIS          | ESTADUAIS                    | ESTADUAIS   | ESTADUAIS                                       |
| ------------------ | ---------------------------- | ----------- | ----------------------------------------------- |
|                    | Competição                   | Títulos     | Temporadas                                      |
|                    | Campeonato Carioca – Série C | 1           | 2024                                            |
|                    | Campeonato Fluminense        | 1           | 1918                                            |
| Torneio Início     | 1                            | 1923        |                                                 |
| TURNOS DO ESTADUAL |                              |             |                                                 |
|                    | Competição                   | Títulos     | Temporadas                                      |
|                    | Taça Waldir Amaral           | 1           | 2024                                            |
| MUNICIPAIS         |                              |             |                                                 |
|                    | Competição                   | Títulos     | Temporadas                                      |
|                    | Campeonato Niteroiense       | 1           | 1937                                            |
| Torneio Início     | 2                            | 1931 e 1945 |                                                 |
| TOTAL              |                              |             |                                                 |
|                    | Conquistas                   | Títulos     | Categorias                                      |
|                    | Títulos oficiais             | 7           | 3 Estaduais, 1 Turno do Estadual e 3 Municipais |

## Estatísticas

### Participações
| Competição                             | Competição                       | Participações | Temporadas                                                         |
| Estaduais                              | Estaduais                        | Estaduais     | Estaduais                                                          |
| -------------------------------------- | -------------------------------- | ------------- | ------------------------------------------------------------------ |
| Rio de Janeiro                         | Copa Rio                         | 1             | 2025                                                               |
| Rio de Janeiro                         | Campeonato Carioca – Série B1    | 1             | 2025                                                               |
| Rio de Janeiro                         | Campeonato Carioca – Série B2    | 1             | 2024                                                               |
| Rio de Janeiro                         | Campeonato Carioca – Série C     | 1             | 2024                                                               |
|                                        | Campeonato Fluminense (extinta)  | 16            | 1915-1918, 1920-1925, 1927, 1956-1958, 1961-1962                   |
| Torneio Início (extinta)               | 5                                | 1921-1925     |                                                                    |
| Distrito Federal do Brasil (1891–1960) | Torneio Aberto (extinta)         | 1             | 1935                                                               |
| Turnos do estadual                     |                                  |               |                                                                    |
| Rio de Janeiro                         | Taça Corcovado                   | 1             | 2025                                                               |
| Rio de Janeiro                         | Taça Maracanã                    | 1             | 2024                                                               |
| Rio de Janeiro                         | Taça Waldir Amaral               | 1             | 2024                                                               |
| Municipais                             |                                  |               |                                                                    |
| Niterói                                | Campeonato Niteroiense (extinta) | 18            | 1928-1933, 1937-1939, 1945, 1947, 1949, 1953, 1956-1958, 1961-1962 |

     Participações, em 2025

### Campanhas de destaque
| Niteroiense Futebol Clube     | Niteroiense Futebol Clube | Niteroiense Futebol Clube | Niteroiense Futebol Clube | Niteroiense Futebol Clube |
| Competição                    | Campeão                   | Vice-campeão              | Terceiro colocado         | Quarto colocado           |
| Estaduais                     | Estaduais                 | Estaduais                 | Estaduais                 | Estaduais                 |
| ----------------------------- | ------------------------- | ------------------------- | ------------------------- | ------------------------- |
| Campeonato Carioca – Série B2 | 0 (não possui)            | 0 (não possui)            | 1 (2024)                  | 0 (não possui)            |
| Campeonato Carioca – Série C  | 1 (2024)                  | 0 (não possui)            | 0 (não possui)            | 0 (não possui)            |
| Campeonato Fluminense         | 1 (1918)                  | 2 (1922 e 1924)           | Desconhecido              | 1 (1919)                  |
| Torneio Início                | 1 (1923)                  | 0 (não possui)            | Desconhecido              | Desconhecido              |
| Turnos do estadual            |                           |                           |                           |                           |
| Taça Maracanã                 | 0 (não possui)            | 0 (não possui)            | 1 (2024)                  | 0 (não possui)            |
| Taça Waldir Amaral            | 1 (2024)                  | 0 (não possui)            | 0 (não possui)            | 0 (não possui)            |
| Municipais                    |                           |                           |                           |                           |
| Campeonato Niteroiense        | 1 (1937)                  | 1 (1934)                  | 2 (1931 e 1962)           | 1 (1932)                  |
| Torneio Início                | 2 (1931 e 1945)           | 1 (1929)                  | 1 (1953)                  | Desconhecido              |

## Elenco atual
Última atualização: 24 de junho de 2025.